# As Aventuras no Lago do Arco-Íris
Kerokko Demetan (けろっこデメタン), é uma série de anime de 39 episódios escrita por Jinzo Toriumi, dirigida por Hiroshi Sasagawa e produzida pelo estúdio Tatsunoko Productions que estreou no Japão pela Fuji Television entre 2 de janeiro até 25 de setembro de 1973.
Em Portugal a série foi emitida pela RTP1 entre 1991 sob o título de As Aventuras no Lago do Arco-Íris. No Brasil a série chegou através de VHS sob o título de Jonny, O Sapinho Valente e depois em DVD pela VTO Continental sob o título de As Peripécias do Sapinho Valente.

## Enredo
A história é sobre Demetan (João na versão portuguesa), um jovem sapo pobre que vive no Lago do Arco-Íris com sua mãe e seu pai (um fabricante de brinquedos), que se torna amigo de uma garota sapo popular e doce chamada Ranatan (conhecida como Liliana na versão portuguesa), apesar das diferenças em suas posições sociais: Liliana é filha do líder do Lago do Arco-Íris, enquanto João e seus pais são sapos de árvore, que os tornam excluídos na comunidade. Juntos, João e Liliana desfrutam de muitas aventuras.
Como muitas das séries de Tatsunoko na época (em particular a sua antecessora, Kashinoki Mokku), o anime era muitas vezes triste e sádico, com João tendo que lidar com predadores naturais, como os valentões que governam o lago. O tema de abertura foi cantado por Mitsuko Horie.